# Vápenka (Trhonice)
Torzo vápenky, místně nazývané Chládkova vápenka, stojí u vápencového lomu na severním okraji katastrálního území Trhonice, části městyse Jimramov v okrese Žďár nad Sázavou v Kraji Vysočina. Objekt, který je v havarijním stavu, je zapsán v Ústředním seznamu kulturních památek České republiky pod číslem 54675/5-4835.

## Historie
Ložiska vápence v okolí Trhonic byla využívána již v dávnějších dobách a v malých pecích se z nich zde pálilo vápno. Na přelomu 19. a 20. století zde existovaly čtyři takové pece, když v roce 1901 místní podnikatel Chládek nechal mezi Trhonicemi a Jimramovem v údolí Malého Trhonického potoka postavit novou šachtovou pec, kterou bylo možno zařadit mezi nejmodernější zařízení tohoto druhu v Rakousko-Uhersku. Majitelé starších, menších pecí této vápence nemohli konkurovat a již v roce 1903 museli své podniky zavřít. Vytěžený vápenec se do pece dopravoval po dřevěné lávce z horního patra lomu, v peci se topilo černým uhlím. Vypálené vápno se skladovalo ve zděné budově poblíž pece. Během druhé světové války klesla poptávka po stavebním materiálu a provoz vápenky byl dočasně přerušen.
V letech 1939-1947 byla vybudována nová silnice z Jimramova do Poličky, což přispělo ke zlepšení dostupnosti tohoto průmyslového areálu. Po roce 1948 se znárodněná vápenka s lomem dostala do správy Okresního stavebního podniku v Poličce, který zde částečně obnovil provoz. Provoz vápenky byl ukončen o 10 let později v roce 1958. Po územní reorganizaci, která se uskutečnila v roce 1960, Okresní národní výbor ve Žďáru nad Sázavou inicioval rozsáhlou rekonstrukci areálu vápenky za více než 0,5 miliónu Kčs. Byla vybudována trafostanice, přípojka vysokého napětí ze Sedlišť a budova byla elektrifikována. Vzniklo zde zázemí pro zaměstnance, nakládací rampa, mostní váha a garáž pro traktor, kterým se dovážel k peci vápenec. V době kolem roku 1962 byl také proveden geologický průzkum ložiska. Někdejší Chládkova vápenka byla však v provozu jen krátce, neboť nemohla konkurovat velkým podnikům, jaké byly například v Mokré a v Čebíně u Brna nebo v Prachovicích na Chrudimsku. V sedmdesátých letech 20. století byla zbořena provozní budova vápenky, zbylé stavby od té doby chátrají a rozpadají se. V roce 2019 byla trhonická vápenka uváděna mezi sedmi nejvíce ohroženými nemovitými kulturními památkami v Kraji Vysočina.

## Popis
Areál vápenky se nachází na území geomorfologické oblasti Českomoravská vrchovina v nadmořské výšce 545 metrů. Torzo vápenky, sestávající z kruhové šachtové pece o průměru 7 metrů, dosahuje i s cihlovým komínem výšky 21 metrů. Stavba je v havarijním stavu, je porostlá náletovými dřevinami a rozpadá se.
Součástí areálu je lom, kde se těžil vápenec ve třech patrech. Pokud jde o charakter horniny, jedná se o krystalické, dolomitické vápence s příměsí zhruba osmi procent uhličitanu hořečnatého. Ve spodním patře lomu je 93,6 metrů dlouhá štola se dvěma bočními rozrážkami, která byla proražena za účelem zjištění rozsahu ložiska těžené suroviny.

## Příroda
Pod názvem "Vápenec u Trhonic (Chládkova vápenka)" je území kolem vápenky o rozloze 1,35 ha sledováno jako evidovaná lokalita ochrany přírody.
Z rostlin se zde vyskytuje ohrožený zvláště chráněný druh vratička měsíční, dále ohrožený kociánek dvoudomý a ostřice plstnatá, která je v oblasti Vysočiny sledována jako kriticky ohrožený taxon. Pokud jde o faunu, na lokalitě byly zaznamenány čtyři druhy stonožek, čtyři druhy mnohonožek a sedm druhů suchozemských stejnonožců, jako jsou například stinky. Ve štole zimují různé druhy netopýrů, mezi nimiž se objevuje ohrožený netopýr severní (Eptesicus nilssonii). Lom je pozoruhodný i z mineralogického hlediska. Známý je například výskyt modrého spinelu, bylo možno zde nalézt i žlutá zrna chondroditu Mg5(SiO4)2(F,OH)2 (hořečnatoželeznatý křemičitan podobný olivínu).

## Přístup
Vápenka stojí přímo u silnice č. 360, která vede z Jimramova přes Korouhev do Poličky. Nejbližší autobusové zastávky jsou v Jimramově nebo u odbočky do Trhonic. Objekt i s okolními pozemky je v majetku několika soukromých vlastníků. Stěna přilehlého vápencového lomu, který je rovněž v soukromém vlastnictví, je využívána pro horolezecké aktivity a je registrována jako horolezecká lokalita "Zadní stěnky".